# Internacional Operária e Socialista
A Internacional Operária e Socialista (em alemão Sozialistische Arbeiter-Internationale SAI, em inglês Labour and Socialist International LSI e em francês Internationale Ouvrière et Socialiste IOS), fundada em 1923 com a fusão da Segunda Internacional e da União de Partidos Socialistas para a Ação Internacional. Deixou de funcionar no início da Segunda Guerra Mundial. Seu secretário-geral foi Friedrich Adler, até 1939.

## Historico
O Congresso constituinte ocorreu em Hamburgo (Alemanha) entre os dias 21 e 25 de maio de 1923. Foi a reconstrução da Segunda Internacional, que reunia os partidos socialistas, trabalhistas e sociais-democratas, a exceção dos afiliados ao Comintern. Sua organização sindical era a Federação Sindical Internacional (também chamada de Internacional de Amsterdam).
Posteriormente foi reconstruída como a Internacional Socialista em 1951.

## Congressos da Internacional Operária e Socialista
1. 21 a 25 de maio de 1923, Hamburgo (Alemanha)  [1]
2. 22 a 27 de agosto de 1925, Marselha (França) [2]
3. 5 a 11 de agosto de 1928, Bruxelas (Bélgica) [3]
4. 25 de julho a 1 de agosto de 1931, Viena, (Áustria)  [4]

Além de uma Conferencia Internacional entre el 21 y 25 de agosto de 1933 en París .